# Carphophis vermis
Carphophis vermis е вид змия от семейство Смокообразни (Colubridae). Видът не е застрашен от изчезване.

## Разпространение и местообитание
Разпространен е в САЩ.
Обитава гористи местности, влажни места и степи.

## Описание
Популацията на вида е стабилна.